# IAR 330
Lo IAR 330 è un elicottero rumeno costruito dalla IAR di Brașov; si tratta di un modello prodotto su licenza, rilasciata dalla francese Aérospatiale, basato sul SA 330 Puma. In un secondo tempo 24 esemplari sono stati aggiornati alla versione IAR 330 SOCAT in cooperazione con l'israeliana Elbit Systems.

## Progettazione e sviluppo

### Produzione
Anche se facente parte del COMECON e del Patto di Varsavia, la Romania fece azioni per rimanere autonoma dall'URSS. Invece di comprare prodotti sovietici fece un accordo di licenza con la francese Aérospatiale, il 30 luglio 1974. Il primo elicottero su licenza volò il 22 ottobre 1975 con la designazione IAR-330L.
Almeno 163 esemplari furono costruiti di cui 104 assegnati alle forze armate rumene, 2 ritirati dal costruttore e 57 esportati (Pakistan, Costa d'Avorio, Emirati Arabi Uniti, Sudan, Ecuador). Esiste anche una versione search and rescue (SAR), con galleggianti per l'ammaraggio, costruita in poche unità. La produzione continua presso la Industria Aeronautică Română nello stabilimento di Ghimbav vicino a Brașov.

### SOCAT
Negli anni novanta la forza aerea rumena decise di aumentare le capacità di combattimento del velivolo con la variante IAR 330L, facendolo diventare un elicottero anticarro. All'epoca la Romania iniziò a collaborare con Israele in taluni programmi militari. La compagnia Elbit Systems fu scelta e nel settembre del 1995 e venne stipulato un accordo per l'ammodernamento di 24 elicotteri nella variante SOCAT (Sistem Optronic de Cercetare și Anti-Tanc). Il primo elicottero IAR 330L SOCAT volò il 26 maggio 1998, dal campo volo IAR a Ghimbav, seguito da un secondo il 23 ottobre 1999. Il primo IAR 330L SOCAT fu rilasciato combat ready nel 2001. In tutto furono prodotti 25 esemplari della variante SOCAT compreso un prototipo, ricostruito nel 2005.
La variante IAR 330M NATO è una versione da trasporto ammodernata con l'avionica SOCAT, ma senza armi e optoelettronica, tra i quali un radar ognitempo. La trasformazione in macchine della versione 330M riguardò 22 esemplari precedentemente realizzati come IAR 330L ed ebbe luogo tra il 2005 e il 2008.

### Naval
Il primo IAR 330 NAVAL fu ufficialmente svelato a Ghimbav il 30 gennaio 2007. La Marina militare rumena ordinò tre esemplari. L'elicottero è simile alla variante dell'aeronautica incluso l'aggiornamento SOCAT; la variante navale ha anche galleggianti sotto la cellula per eventuale ammaraggio. Operano dalle navi per compiti di search and rescue, medevac (attività di trasporto urgente per assistenza medica) e pattugliamento marittimo.

## Varianti

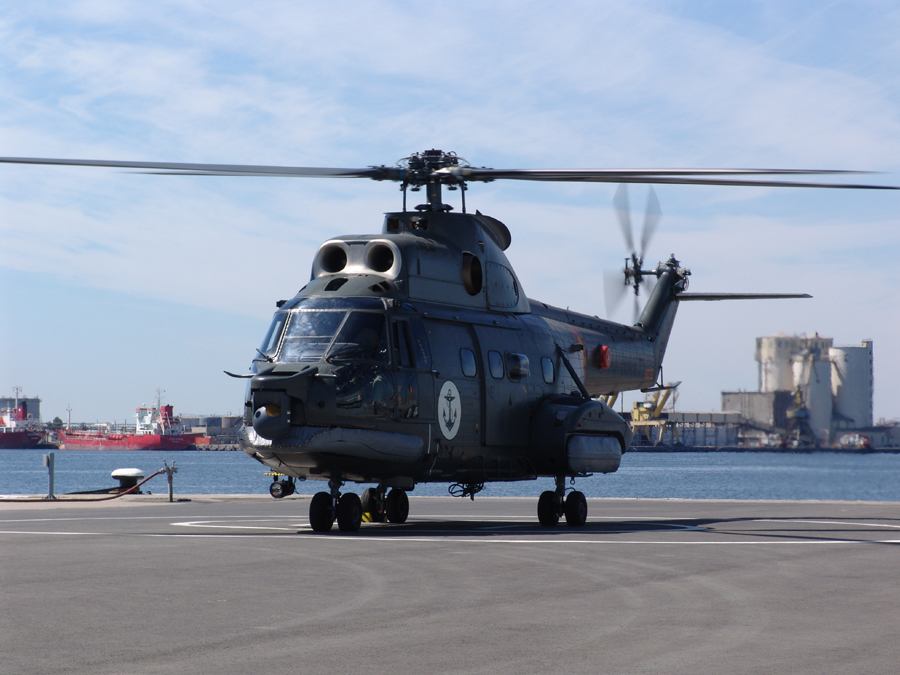
IAR 330 Puma NAVAL variant

- IAR 330H - (1975-1977)
- IAR 330L - (1977–ad oggi)
- IAR 330M - aggiornamento
- IAR 330L SOCAT - attacco
- IAR 330 NAVAL - navale
- IAR 330 SM - export per UAE.

## Utilizzatori
Costa d'Avorio

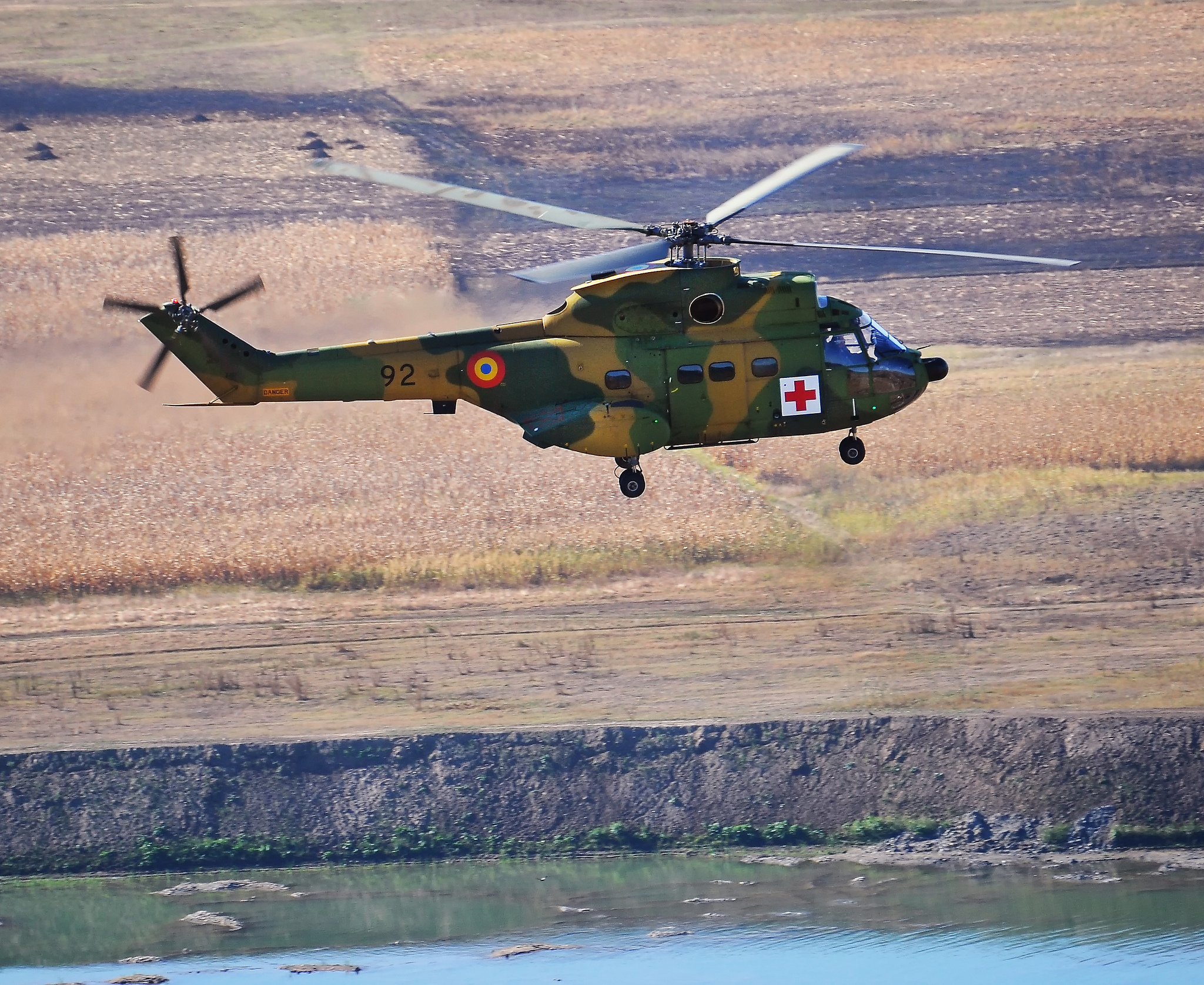
MEDEVAC IAR 330M Puma

- Force Aérienne de la Côte d'Ivoire

4 IAR 330 (versione costruita su licenza del SA 330L Puma) consegnati, 1 in organico al gennaio 2019.
 RD del Congo
- Air Force of the DRC - 1[5]

 Emirati Arabi Uniti
- Al-Quwwāt al-Jawiyya al-Imārātiyya

10 IAR 330L in servizio dal 1994 al 2009, e donati nel 2010 all'Aeronautica libanese.
 Guinea
- Force Aérienne de Guinée

3 IAR 330L consegnati, tutti in servizio al maggio 2021.
 Kenya
- Kenya Air Force[5][12]

 Libano
- Al-Quwwat al-Jawwiyya al-Lubnaniyya

12 IAR 330L ex Al-Quwwāt al-Jawiyya al-Imārātiyya ricevuti a partire dal 2010.
 Pakistan
- Pak Fauj

4 IAR 330L ricevuti negli anni ottanta.
 Romania
- Forțele Aeriene Române

59
- Forțele Navale Române - 3[18]

 Sudan
- Al-Quwwat al-Jawwiyya al-Sudaniyya  - 10[5][18]